# اولشکا
اولشکا (به چکی: Oleška) یک منطقهٔ مسکونی در جمهوری چک است که در ناحیه پراگ-شرق واقع شده‌است.